# Fabio Mauroner
Fabio Mauroner (Tissano, 1884 – Venezia, 1948) è stato uno scrittore e incisore italiano.

## Biografia
Nasce in Friuli a Tissano frazione di Santa Maria la Longa (UD) e agli inizi del Novecento segue la famiglia a Roma dove comincia a frequentare lo studio del pittore acquarellista Enrico Nardi. Qui entra in contatto con l'opera dell'incisore inglese Edward Millington Synge rimanendone fortemente impressionato.

### Incisore
Deciso a dedicarsi all'arte della calcografia, nel 1905, Mauroner si trasferisce a Venezia dove comincia a frequentare la Scuola libera del nudo dell'Accademia di Belle Arti della città lagunare. Amedeo Modigliani frequenta la stessa scuola: dell'amicizia dei due artisti è testimonianza il ritratto di Fabio Mauroner ad opera di Modigliani, esposto al Museo di arte moderna e contemporanea di Udine.
Nel 1909 dà avvio ad un'intensa attività espositiva che lo vedrà anche tra i partecipanti delle esposizioni di Ca' Pesaro. Le sue raffigurazioni vedutistiche sono rese con grande attenzione ai particolari secondo una precisa resa prospettica memore della tradizione del vedutismo settecentesco veneziano.
Tra il 1910 e il 1912 viaggia tra Roma, Parigi, Londra e la Spagna approfondendo le proprie conoscenze relativamente all'incisione d'invenzione. Si accosta alla produzione incisoria della scuola anglosassone innestandola sul modello della tradizione veneta settecentesca.
Nel 1922 è chiamato per la prima volta a partecipare alla Biennale di Venezia dove esporrà continuativamente fino 1948 anno della sua morte. Nel 1948 la Biennale veneziana dedica a Fabio Mauroner una mostra retrospettiva.

### Collezionista
Fabio Mauroner è stato anche collezionista di incisioni dei principali vedutisti veneziani: Canaletto, Guardi, Bellotto. Alcune tra le sue principali opere fanno oggi parte del patrimonio, grazie a lascito testamentario, di musei italiani (come il Museo Correr di Venezia o il Museo di arte moderna e contemporanea di Udine).

### Scrittore
Alla fine degli anni trenta Mauroner abbandona progressivamente l'attività artistica per dedicarsi a studi sull'incisione: pubblica monografie su artisti veneti del Cinquecento e del Settecento, da Tiziano a Luca Carlevarijs.

## Opere pubblicate
- Luca Carlevarijs, Venezia, Zanetti, 1931.
- Michiel Marieschi, Estr. da "The print collector's quarterly", s.l., s.n., 1940?
- Gianfrancesco Costa, Kansas City, Inter-Collegiate Press, 1940.
- Le incisioni di Tiziano, Venezia, Casa Ed. Le Tre Venezie, 1941.
- Acquaforte, con premessa di Elio Zorzi, Udine, Arti Grafiche Friulane, 1955.